# Südlicher Blütenflughund

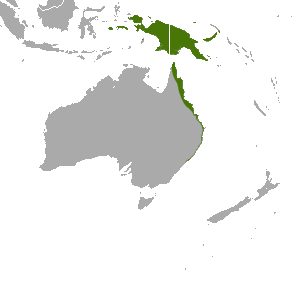
Verbreitungsgebiet des Südlichen Blütenflughundes

Der Südliche Blütenflughund (Syconycteris australis) ist ein in der biogeografischen Region Australis verbreitetes Fledertier in der Unterfamilie Macroglossusinae. Einige im Jahr 2005 als Unterarten gelistete Population könnten nach weiteren Untersuchungen in den Rang einer Art erhoben werden.

## Merkmale
Erwachsene Tiere sind 55 bis 80 mm lang, ein Schwanz fehlt und das Gewicht beträgt 13 bis 24 g. Die Art hat 38 bis 48 mm lange Unterarme, Hinterfüße von 7 bis 15 mm Länge und 9 bis 17 mm lange Ohren. Im Gegensatz zu Arten der Gattung Macroglossus ist keine Schwanzflughaut vorhanden. An ihrer Stelle befindet sich ein breiter Haarsaum. Der zweite Schneidezahn pro Seite im Unterkiefer ist größer als der erste und sie berühren sich. Das leicht wollige und kurze Fell der Oberseite hat eine hellbraune bis hell rötlichbraune Farbe, während die Unterseite von hellerem bis cremefarbenem Fell bedeckt ist. Es sind dunkelbraune Flügel und eine Kralle am zweiten Finger vorhanden. Die Zahnformel lautet I 2/2, C 1/1, P 3/3, M 2/3, was 34 Zähne im Gebiss ergibt. In verschiedenen Populationen fehlen die äußeren Backenzähne.

## Verbreitung
Das Verbreitungsgebiet reicht von den Molukken über Neuguinea bis zum Bismarck-Archipel und entlang der Ostküste Australiens bis zum Bundesstaat New South Wales. Der Südliche Blütenflughund lebt im Flachland und in Gebirgen bis 3000 Meter Höhe. Das Habitat variiert zwischen Regenwäldern, Bergwäldern, Wäldern mit Hartlaubgewächsen, Sümpfen, die von Myrtenheiden dominiert werden, Gebüschflächen und Savannen. Dieser Flughund besucht Plantagen und Gärten.

## Lebensweise
Die Exemplare ruhen am Tage im Blattwerk von Bäumen und bilden dabei meist große Kolonien, obwohl auch Einzeltiere und kleine Gruppen vorkommen. Die Nahrung besteht aus Nektar, Pollen und Früchten. Typische Futterpflanzen zählen zu den Gattungen Banksien, Zylinderputzer, Myrtenheiden, Grevilleen und Eukalypten. Weiterhin werden verschiedene Plantagenfrüchte wie Bananen gefressen. Die Nahrungssuche findet in der Nacht unabhängig vom Wetter statt. Meist wird ein neues Versteck am Morgen gesucht, das mindestens 50 Meter vom letzten Ruheplatz entfernt liegt. In einer Nacht fliegt der Südliche Blütenflughund zu Plätzen, die bis zu 4 Kilometer vom Versteck entfernt liegen.
Bei Weibchen sind ein oder mehrmals im Jahr Würfe mit einem Neugeborenen dokumentiert. Sie können während der Trächtigkeit einen Starrezustand (Torpor) einnehmen, um Energie zu sparen. Etwa vier Monate nach der Paarung erfolgt die Geburt und das Jungtier erhält etwa drei Monate Muttermilch. Bei Ausflügen wird das Junge auf dem Bauch getragen. Die Geschlechtsreife tritt bei Weibchen nach 6 bis 8 Monaten sowie bei Männchen nach einem Jahr ein. In Gefangenschaft gehaltene Exemplare erreichten ein Alter von 2 bis 6 Jahren.

## Gefährdung
Lokal können sich Trockenlegungen von Sümpfen negativ auswirken. Allgemein hat die Art ein gutes Anpassungsvermögen. Die IUCN schätzt die Gesamtpopulation als stabil ein und listet den Südlichen Blütenflughund als nicht gefährdet (least concern).